# Gabrielli (azienda)
La Gabrielli S.p.A. Unipersonale, in passato Siderurgica Gabrielli S.p.A., è una società italiana operante nel settore della siderurgia. È il secondo gruppo siderurgico italiano.

## Storia
È stata fondata a Cittadella in provincia di Padova nel 1954 da Angelo Gabrielli. Inizia con l'attività di commercializzazione di laminati mercantili, tubi e lamiere. Oggi la ditta trasforma e distribuisce un volume di poco inferiore alle 400 000 tonnellate di lamiera all'anno.

## Sponsorizzazioni
Nel 1973 Angelo Gabrielli patrocinò la fondazione del Cittadella, società calcistica della città d'appartenenza: da allora la famiglia Gabrielli ne è ininterrottamente sponsor e proprietaria.

## SO.FI.D.A. e Gruppo Gabrielli
Il Gruppo Gabrielli oltre alla Gabrielli S.p.A. comprende anche la Metalservice di Cittadella, la Veneta Nastri S.p.A. e la Gavinox di San Fior, la Metalplasma di Curtarolo, la Varcolor di Quinto Vicentino e la Ocsa di Crocetta del Montello. Il tutto è controllato a sua volta dalla holding della famiglia Gabrielli, SO.FI.D.A. S.r.l. (Società Finanziaria Distribuzione Acciaio), con sede a Vicenza e con un fatturato di 785937000 € nel 2015.